# La lunga guardia
La lunga guardia (The Long Watch) è un racconto di fantascienza del 1949 dello scrittore statunitense Robert A. Heinlein.
Fa parte del ciclo della Storia futura.

## Storia editoriale
Scritto nel novembre 1948 fu pubblicato per la prima volta nel numero del dicembre 1949 di The American Legion Magazine, con il titolo Rebellion on the Moon, in una versione ampiamente modificata mai più ristampata in seguito.
La versione originale fu pubblicata nel 1951 nell'antologia The Green Hills of Earth che è stata tradotta in italiano da Paolo Busnelli e pubblicata con il titolo Le verdi colline della Terra nel 1978.
Heinlein ha apportato numerose lievi modifiche alle opere del suo ciclo della Storia futura, per aggiornarle e migliorarne la coerenza interna, in occasione dell'uscita della raccolta in volume The Past Through Tomorrow del 1967, pubblicata in italiano nel 1987 e nel 1998 come La storia futura con nuove traduzioni di Giuseppe Lippi.
Frattanto la prima delle traduzioni in italiano, di Gianni Aimach, era stata pubblicata nel 1970 con il titolo La lunga veglia dalla Libra Editrice nel n. 12 della collana Nova SF*.
Nel 1999 è stato incluso nell'antologia I grandi maestri della SF (The SFWA Grand Masters: Volume One), curata da Frederik Pohl, che raccoglie una selezione di opere degli scrittori premiati con il Grand Master Award dalla SFWA; la traduzione italiana di Roberto Marini è stata pubblicata dalla Mondadori nel 2001 nel volume n. 1416 della collana Urania.

## Trama
Il racconto è ambientato nel 1999, presso la base lunare della Pattuglia dello Spazio, un'organizzazione internazionale cui è affidata la custodia di tutte le armi nucleari della Terra.
Il protagonista è un artificiere addetto alle bombe, il tenente della Pattuglia John Ezra Dahlquist, un giovane fisico, apolitico e devoto a sua moglie e alla figlia. 
Il vice comandante della base, il colonnello Towers, lo convoca e gli rivela di essere a capo di una cospirazione per rovesciare il governo della Terra, a questo scopo intende utilizzare le bombe per distruggere "una o due città poco importanti". 
Dahlquist fa credere a Towers che collaborerà, ma in realtà non vuole che la sua famiglia viva sotto una dittatura e progetta di fermare il colpo di Stato impedendo l'uso delle bombe.
Dahlquist si chiude nel bunker delle bombe, ne modifica una per farla esplodere a mano con un detonatore a morto e minaccia di farsi saltare in aria assieme alle bombe.
Egli tratta con Towers cercando di guadagnare tempo per dar modo alle forze filogovernative di fermare il colpo di Stato; tuttavia Dahlquist si sta stancando e se si addormentasse i cospiratori potrebbero riprendere il controllo.
Decide quindi, nonostante il pericolo, di rendere inutilizzabili le bombe oltre le capacità dei cospiratori di ripararle: l'unico modo per farlo è quello di aprire ogni bomba e danneggiare i pezzi del nocciolo di plutonio. Dahlquist lo fa, ma così si espone ad una dose letale di radiazioni; alla fine muore "contento".
Il colpo di Stato fallisce e Towers si spara.
La Pattuglia recupera il corpo di Dahlquist ma è talmente radioattivo che deve essere posto in una bara di piombo; sulla Terra viene sepolto in un monumento di marmo, con una guardia d'onore che però deve restare al di là del limite di sicurezza.

## Collegamenti con altre opere dell'autore

### Cadetti dello spazio
Anche se è incluso nelle raccolte di racconti della Storia futura e appare nella cronologia di Heinlein, The Long Watch si può invece considerale un prequel di Cadetti dello spazio, pubblicato un anno prima, dove Ezra Dahlquist è citato come uno degli ispiratori della tradizione della Pattuglia ed è portato come esempio per le giovani reclute. 
Nella Pattuglia, ad ogni appello, il suo nome viene chiamato insieme con quelli di altri tre eroi della Pattuglia.
Uno scettico candidato Cadetto della Pattuglia commenta che Dahlquist ha disobbedito al suo comandante nel compiere gli atti per i quali è onorato e che se le cose fossero andate nella direzione opposta, Dahlquist sarebbe stato considerato un traditore.
Tuttavia il Cadetto Matt Dodson legge dal manuale il regolamento della Pattuglia, che recita: "-ma la responsabilità di determinare la legittimità dell'ordine ricade sia su chi riceve che su chi dà l'ordine", suggerendo che il suo comportamento non ha infranto il regolamento.

### Fanteria dello spazio
In The Long Watch, mentre il protagonista alla fine sta morendo, vede attorno a lui alcuni eroi della storia che si sono sacrificati per gli altri, tra questi Rodger Young, un soldato morto durante la seconda guerra mondiale mentre aiutava la sua unità a ritirarsi, che all'epoca del racconto era pubblicizzato come eroe di guerra. 
Heinlein fa diversi riferimenti all'eroismo di Young anche in Fanteria dello spazio, dove la nave spaziale che trasporta il protagonista prende il nome da Young e il richiamo utilizzato per portare a casa i soldati è La ballata di Rodger Young.

### Edizioni
- (EN) Robert A. Heinlein, Rebellion on the Moon, in The American Legion Magazine, illustrato da Al Muenchen, vol. 47, n. 6, dicembre 1949,  pp. 11-13, 42-47. URL consultato il 12 dicembre 2024. Ospitato su Internet Archive.

- Robert A. Heinlein, La lunga guardia, in La storia futura (antologia), collana Urania Classici, traduzione di Giuseppe Lippi, vol. 2, n. 251, Mondadori, febbraio 1998,  pp. 91-113, ISSN 1120-4966 (WC · ACNP).

- (EN) Robert A. Heinlein, The Long Watch (testo completo), su Baen Ebooks. URL consultato il 12 dicembre 2024.

### Fonti critiche
- (EN) James Daniel Gifford, The New Heinlein Opus List, in Robert A. Heinlein: A Reader's Companion (PDF), Nitrosyncretic Press, 2000, ISBN 978-0-9679874-1-5. URL consultato il 3 giugno 2022.

- Giuseppe Lippi, Nota, in La storia futura (antologia), collana Urania Classici, vol. 1, n. 241, Mondadori, aprile 1997,  p. 14, ISSN 1120-4966 (WC · ACNP).
«Le traduzioni sono state rifatte appositamente, con l'eccezione di L'uomo che vendette la luna e Requiem che erano già apparsi a cura di Lia Volpatti e Paola Francioli.»